# Îlot de chaleur urbain
Pour les articles homonymes, voir ICU.

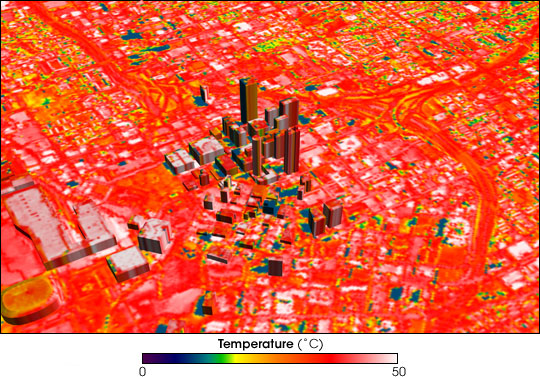
Thermographie montrant les fortes chaleurs (en rouge) et les pics de chaleur (en blanc) à Atlanta.

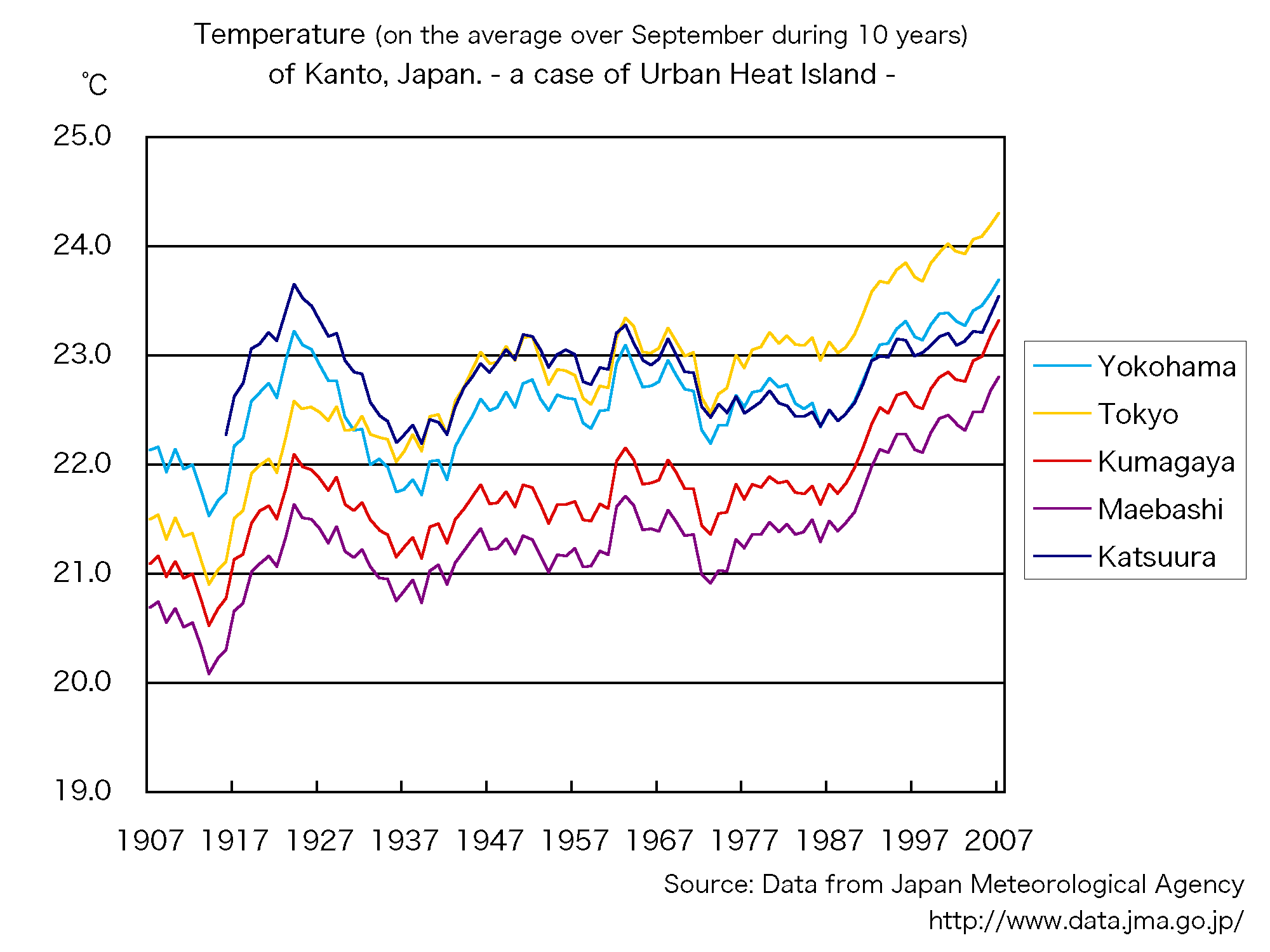
Augmentation de la température moyenne de grandes villes japonaises, avec net effet de bulle de chaleur urbaine à Tokyo (en jaune).

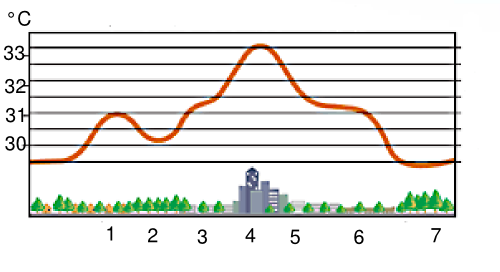
Profil d'îlot de chaleur urbain. 1 = résidentiel de banlieue, 2 = parc; 3 = Résidentiel urbain; 4 = centre-ville; 5 = Commercial; 6 = résidentiel suburbain; 7 = Rural

Un îlot de chaleur urbain (abrégé ICU) est une élévation localisée des températures, particulièrement des températures maximales diurnes et nocturnes, enregistrées en milieu urbain par rapport aux zones rurales ou forestières voisines ou par rapport aux températures moyennes régionales. Ce dôme thermique créant une sorte de microclimat urbain (en) serait compris et décrit pour la première fois au XIXe siècle à Londres par Luke Howard, un pharmacien passionné par la météorologie qui publie en 1818-1820 The Climate of London en deux volumes, dans lequel il note une différence des températures diurnes de 0,19 °C et nocturnes de l'ordre de 3,7 °C entre le centre de Londres et sa campagne.
L'îlot est favorisé par différentes utilisations et couvertures du sol (minéralisation de l'espace public, configurations des villes qui réduisent le rafraîchissement par les vents et par l'évapotranspiration, densité du bâti qui absorbe de la chaleur et la restitue lentement pendant la nuit sous la forme de rayonnement infrarouge), ainsi que par les sources anthropiques d'émission de chaleur (rejets d'air chaud liés à la  circulation routière, à l'éclairage public, aux industries, au chauffage et à la climatisation…). Au sein d'une même ville, des différences importantes de température peuvent être relevées selon la nature de l'occupation du sol (forêt, étendues d'eau, banlieue, ville dense...), l'albédo, le relief et l'exposition (versant sud ou nord), et bien entendu selon la saison et le type de temps.
Les îlots de chaleur sont des microclimats artificiels qui peuvent avoir des impacts importants en créant des situations d'inconfort thermique qui ont un effet néfaste sur la santé humaine (insuffisance respiratoire, maladies cardiovasculaires, cérébrovasculaires, neurologiques et rénales) et sur la consommation énergétique urbaine.
Ce réchauffement semble en voie d'aggravation, et nécessite des stratégies nouvelles d'adaptation (stratégies de réduction d'ICU : limitation des surfaces minéralisées, végétalisation des bâtiments et des espaces urbains, rétention de l'eau par le sol ou dans des bassins, écoconstruction et gestion des transports réduisant la production de chaleur anthropique, augmentation de l'albédo des surfaces),.

## Lexicographie
La notion est entrée dans les dictionnaires de référence de la langue française au début des années 2020 : îlot de chaleur urbain apparait dans Le Petit Robert en 2022 (édition millésimée 2023)  et îlot de chaleur dans Le Petit Larousse en 2024 (édition millésimée 2025).

## Enjeux actuels et prospectifs

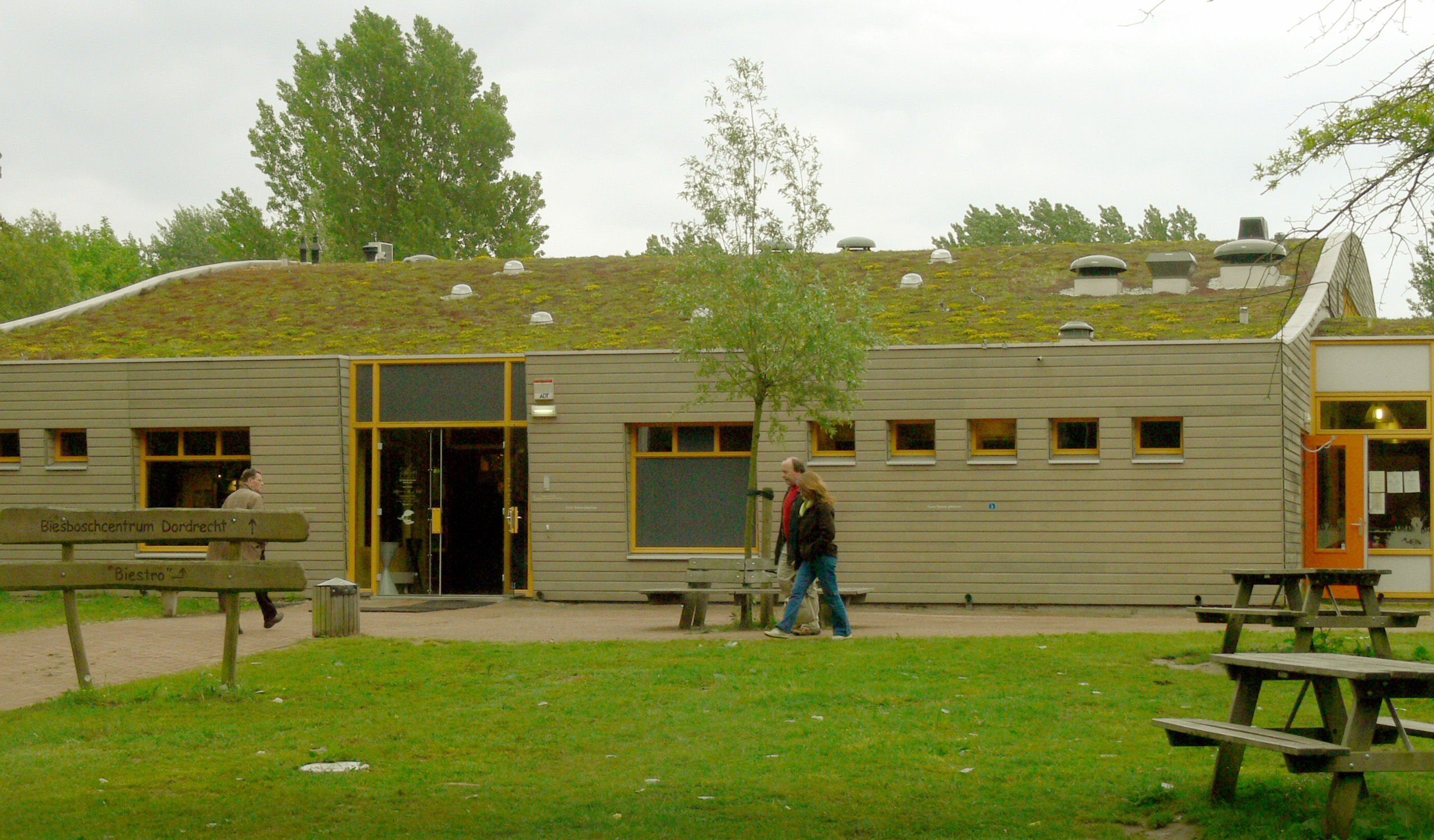
Les terrasses et toitures végétalisées, grâce à leur capacité à temporairement stocker un peu d'eau, et l'évapotranspiration du tapis de plantes, sont un des moyens de limiter et de lisser les pics de chaleur urbaine.

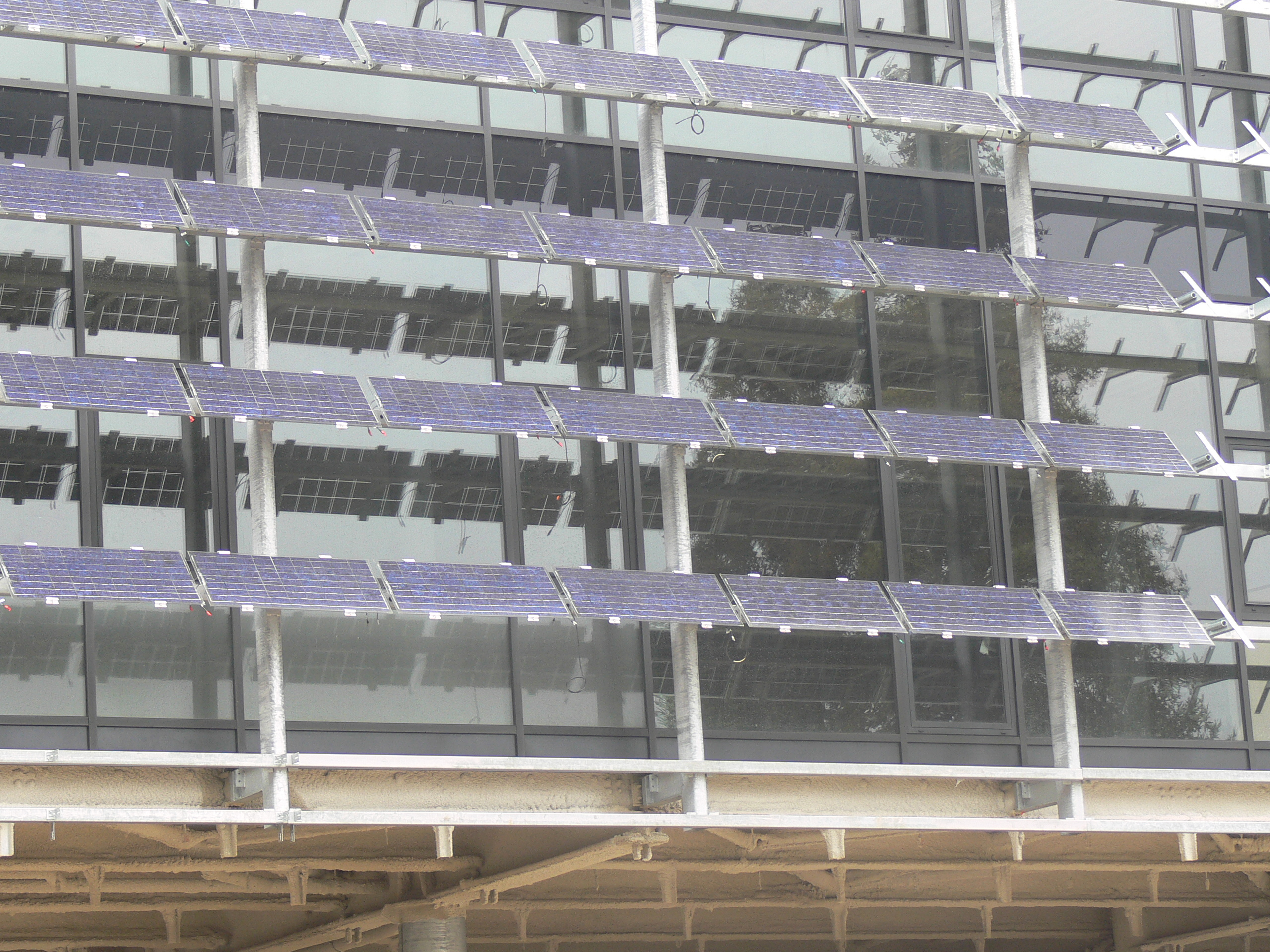
Exemple d'adaptation, au moyen de panneaux photovoltaïques exposés au sud et installés de manière à servir aussi de brise-soleil limitant l'échauffement des bureaux.

Selon l'Observatoire national sur les effets du réchauffement climatique (ONERC), la population urbaine française a plus que doublé de 1936 à 2006. Elle est passée de 22 millions à près de 47 millions d'urbains ; une personne sur deux résidait en ville en 1936 contre plus de trois sur quatre vers 2010. Or, les villes présentent des enjeux particuliers, car « plus vulnérables du fait du grand nombre de personnes qui y vivent et de la concentration des établissements et des infrastructures ». Les bulles de chaleur peuvent affecter la qualité de vie de ces citadins, ainsi que leur santé. L'adaptation au changement climatique, par la végétalisation des sols, murs, toitures et terrasses, et par un urbanisme différent, est un enjeu pour l'urbanisme du XXIe siècle.
Certaines villes ont été pionnières en matière d'expérimentation dont Chicago (États-Unis), Durban (Afrique du Sud), Keene (États-Unis), Londres (Royaume-Uni), New York (États-Unis), Port Phillip (Australie), Rotterdam (Pays-Bas), Toronto (Canada).
Les villes se réchauffent plus vite que le reste du territoire. Une modélisation et des cartes interactives faites par l'Agence européenne pour l'environnement montrent les villes européennes les plus affectées par les évolutions climatiques, sur la base de données collectées dans environ 500 villes. Outre les vagues de chaleur, des cartes de pollution sonore, de qualité de l’air ou de qualité des eaux de baignade européennes complètent l'outil, ainsi qu'un rapport.

## Causes
Ces « bulles de chaleur » sont induites par le croisement de deux facteurs :
- des activités humaines plus intenses et surtout concentrées dans les villes. Certaines de ces activités sont des sources importantes et chroniques de chaleur comme les usines, moteurs à explosion, moteurs à réaction des avions (tout particulièrement au décollage), chaudières (individuelles ou collectives), systèmes de climatisation[15], eaux chaudes circulant dans les égouts, réseaux de chaleur anciens parfois mal isolés, etc. ;
- une modification de la nature de la surface du sol, l'urbanisation rendant la ville plus absorbante de rayonnement solaire que ne le fait un milieu naturel ou cultivé. Les surfaces noires (goudron, terrasses goudronnées, matériaux foncés, et nombre de bâtiments vitrés) se comportent comme des capteurs solaires ou des serres qui renvoient ensuite cette énergie sous forme de rayonnement infrarouge, lequel réchauffe l'air urbain et, en l'absence de vent, tout l'environnement urbain. La ville a comme effet sur les régimes des vents de diminuer leur vitesse à cause des nombreux obstacles qu'elle crée, ce qui réduit l'action rafraîchissante des vents qui dissipent le cumul de chaleur, évacuent les surchauffes, et favorisent l'évapotranspiration[16].

## Problèmes
Ces îlots atténuent fortement les effets du froid en ville, mais posent plusieurs problèmes.
- Aux échelles locales (cours intérieures en particulier) la climatisation électrique peut exacerber le phénomène ; les climatiseurs rafraîchissent l'intérieur du bâtiment, mais en rejetant les calories dans des lieux parfois peu ventilés qu'ils échauffent, ce qui entretient une surchauffe du bâtiment.
- Ils diminuent les rosées, brumes et brouillards urbains (hors communes littorales et de vallées profondes). Or les rosées et brumes, si elles contribuent aux problèmes d'attaques acides du bâti dans les zones où l'air est acide, contribuent aussi à épurer l'air des aérosols et de certaines poussières et pollens en suspension.
- Ils renforcent la pollution de l'air en aggravant les smogs et les effets d'inversion atmosphérique (sources de confinement de pollutions sous le plafond urbain). Ils en aggravent les effets sanitaires.
- Ils peuvent contribuer à modifier la composition physico-chimique de l'air, favorisant certaines pollutions photochimiques.
- Ils renforcent les effets sanitaires et socio-économiques des canicules.
- Ils perturbent le relevé des moyennes des températures régionales et locales et donc les prévisions météorologiques, car beaucoup de stations météorologiques ont été entourées au cours du XXe siècle par un tissu urbain de plus en plus dense et « chaud ».
- Les précipitations augmentent au-dessus des villes[17]. Comme l'air est légèrement plus chaud au-dessus des zones urbaines, les cumulonimbus se développeront en priorité dans ces régions et donc les orages se formeront en priorité au-dessus des villes[17].

### L'urbanisme comme cause et solution

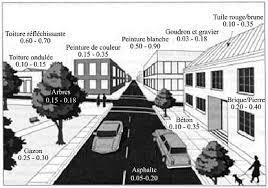
Divers albédos de l'environnement urbain. La minéralité des villes, la densité et la géométrie du bâti sont des éléments fondamentaux dans la formation des îlots de chaleur. La végétalisation participe à la formation d'un îlot de fraîcheur urbain, principalement grâce au rôle de l'évapotranspiration et surtout de la transpiration végétale qui rafraîchissent le microclimat extérieur proche.

La structure et l'albédo des villes, ainsi que leur manque de végétation (qui en outre, quand elle existe, diffère souvent fortement de la flore naturelle et des zones rurales) prédisposent les villes aux bulles de chaleur. Des milieux à taux de substrats minéraux (falaises rocheuses) ou végétal presque comparables existent dans la nature (falaises, canyon...), mais certains matériaux (verre, métal) et surtout les infrastructures de types routes imperméabilisées n'y sont pas présents. L'accélération et la forte artificialisation du cycle de l'eau sont des caractéristiques urbaines qui ont d'importants impacts climatiques.
Un premier facteur clef est l'albédo, c'est-à-dire la mesure de la capacité d'une surface à renvoyer l'énergie solaire incidente (qui arrive à la surface de la terre). C'est un chiffre compris entre 0 et 1, 0 correspondant à une surface parfaitement de corps noir qui absorbe la totalité de l'énergie incidente, et 1 au miroir parfait qui renvoie la totalité de l'énergie incidente. Les surfaces sombres absorbent en effet une quantité importante d'énergie solaire et se réchauffent donc très vite. Les villes, majoritairement bétonnées et goudronnées, présentent des surfaces sombres qui se réchauffent ainsi très rapidement au soleil, et qui absorbent pendant la journée 15 à 30 % d'énergie de plus qu'une aire urbaine. Les après-midis ensoleillés permettent donc au thermomètre d'afficher des maximums largement supérieurs aux zones rurales environnantes. L'effet disparaît à la tombée de la nuit, ce qui explique que les températures maximales soient généralement les plus affectées. La nuit, les matériaux qui ont accumulé la chaleur diurne en relarguent une partie (restitution lente de la chaleur par radiation infrarouge) , limitant leur possibilité de se rafraîchir là où l'air circule peu ;
Un deuxième facteur est le potentiel d'évapotranspiration. La végétation joue un rôle de régulateur thermique très important, un peu par l'ombre portée, mais surtout par l'évapotranspiration, qui rafraîchit l'air, et la rosée, qui a un effet thermohygrométrique « tampon ». Mais le faible taux de végétation urbaine, arborée notamment, limite ce potentiel. La pelouse a un albédo variant de 0,25 à 0,30 (légèrement inférieur à l'albédo moyen terrestre qui est d'environ 0,3). Cependant, une végétalisation partielle de la ville peut être optimisée par l'envoi des eaux de ruissellement vers les plantations, concept connu sous le terme de jardin de pluie ou biorétention. Le département de Seine-Saint-Denis et la Ville de Paris a calculé qu'un jardin de pluie de 100 m2, qui reçoit les eaux de ruissellement d'une surface imperméable d'au moins 500 m2, permettait de réduire la température moyenne de un degré sur un rayon de cent mètres. Ainsi, une implantation de plus de 400 m2 de jardins de pluie par hectare (soit une densité de plus de 4 %) permettrait, par temps de canicule, de maintenir une température moyenne similaire à celle d'un milieu rural.
Les urbanistes s’appuient sur des modélisations régionales et locales de micro-climat urbains. Les modèles tridimensionnels prennent mieux en compte l'ensoleillement, la réflexion du Soleil et les ombres portées, la nature et l'albédo des matériaux, la circulation de l'air. Ils permettent donc théoriquement de mieux positionner et hiérarchiser les besoins en isolation extérieure et en écotechnie alternative (aménagements de type « murs végétalisés » ou « terrasses végétalisées » ou écrans végétaux d'arbres feuillus en été, mais qui laissent passer le soleil en hiver) afin de bio-climatiser la ville[réf. souhaitée].

### Exemple de Paris

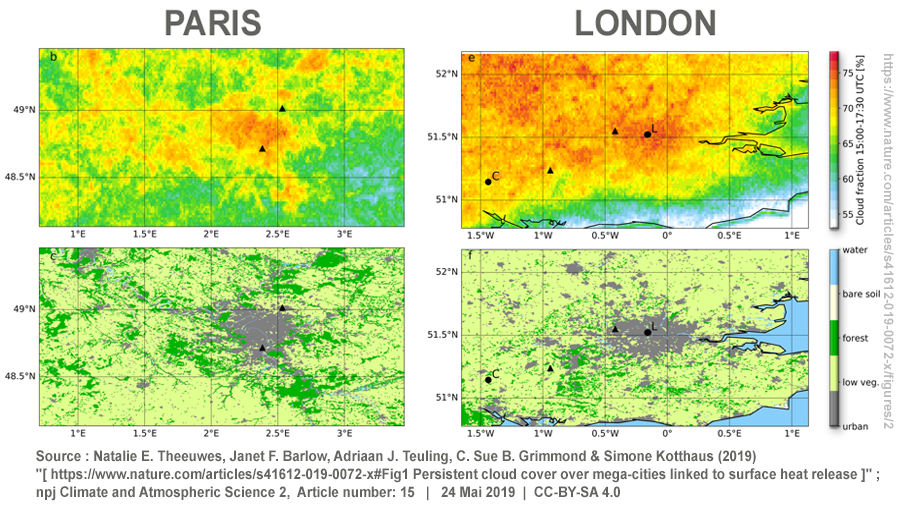
Nébulosité artificielle urbaine induite par le réchauffement urbain au-dessus de Paris et de Londres. Cet effet se manifeste particulièrement l'après-midi et le soir, et la nuit accentue à son tour le forçage radiatif, donc les températures des villes.

Les modélisations récentes (2012) de Météo-France et Paris (scénario tendanciel, c'est-à-dire « moyennement pessimiste » concernant les émissions mondiales de gaz à effet de serre) confirment que le nombre et la gravité des canicules devraient augmenter d'ici 2100 (de 2 à 4 °C d'ici à la fin du siècle par rapport à la moyenne 1971-2006), surtout en juillet-août (3,5 à 5 °C de plus que la normale), avec environ 12 fois plus de jours de canicules dans l'année. Dans le dôme de chaleur de la région Île-de-France, quartiers et arrondissements seront plus ou moins exposés, selon la largeur des rues, la hauteur, la couleur et le type de bâtiments présents, le couvert végétal, la proximité ou présence d'eau ; les 2e, 3e, 8e, 9e, 10e et 11e arrondissements se réchauffent le plus (comme en 2003 avec 4 à 7 °C de plus qu'en petite couronne, en fin de nuit, et avec différence de 2 à 4 °C selon les arrondissements parisiens). Un effet de « panache de chaleur » modifie aussi la géographie de la bulle chaude. Réduire la température de quelques degrés pourrait améliorer la qualité de vie et épargner des vies ; en 2003, quelques degrés de plus que la moyenne ont induit une surmortalité de 15 000 morts en France et près de 70 000 en Europe.
Concernant les adaptations urbanistiques possibles à Paris, selon les mêmes modèles :
- pour le centre-ville dense, la végétalisation et une augmentation d'albédo n'abaisseraient la température que de 1 °C en moyenne pour la durée d'une canicule et de 3 °C au mieux localement à un moment donné)[22] ;
- la végétalisation des sols nus de Paris associée à un taux de 50 % de voies de plus de 15 mètres de large recouverte par des arbres (1 160 hectares au total) permettraient une chute de 3 à 5 °C de la température diurne, tant que la flore ne manque pas d'eau (car c'est l'évapotranspiration qui rafraîchit le plus l'air)[22] ;
- l'humidification des chaussées (arrosage 14 h/jour) de la capitale via son réseau d'eau non potable contribuerait à diminuer l'empoussièrement, mais aurait un moindre effet sur la température (−0,5 °C en moyenne entre 8 et 13 août 2003, avec au mieux −1 à −2 °C en journée). Une brumisation serait sans doute plus efficace, mais injecterait des microbes dans l'air si elle utilisait de l'eau non potable[22]. Cependant, l'humidification des chaussées permet des baisses de températures dans des zones où il est difficile voire impossible d'augmenter le taux de végétalisation (notamment dans les 2e, 9e et 10e arrondissements)[23].

## Effet sanitaire
Ils peuvent se révéler graves, notamment en termes d'allergies, de problèmes respiratoires et cardiovasculaires qui peuvent se traduire par une surmortalité significative en période de canicule, notamment dans les grandes agglomérations.
Les îlots de chaleur urbain dégradent la qualité de vie urbaine en association avec la pollution atmosphérique, dit smog, mot valise venant de l'anglais smoke (fumée) et fog (brouillard).

## Lutte contre les îlots de chaleur urbains

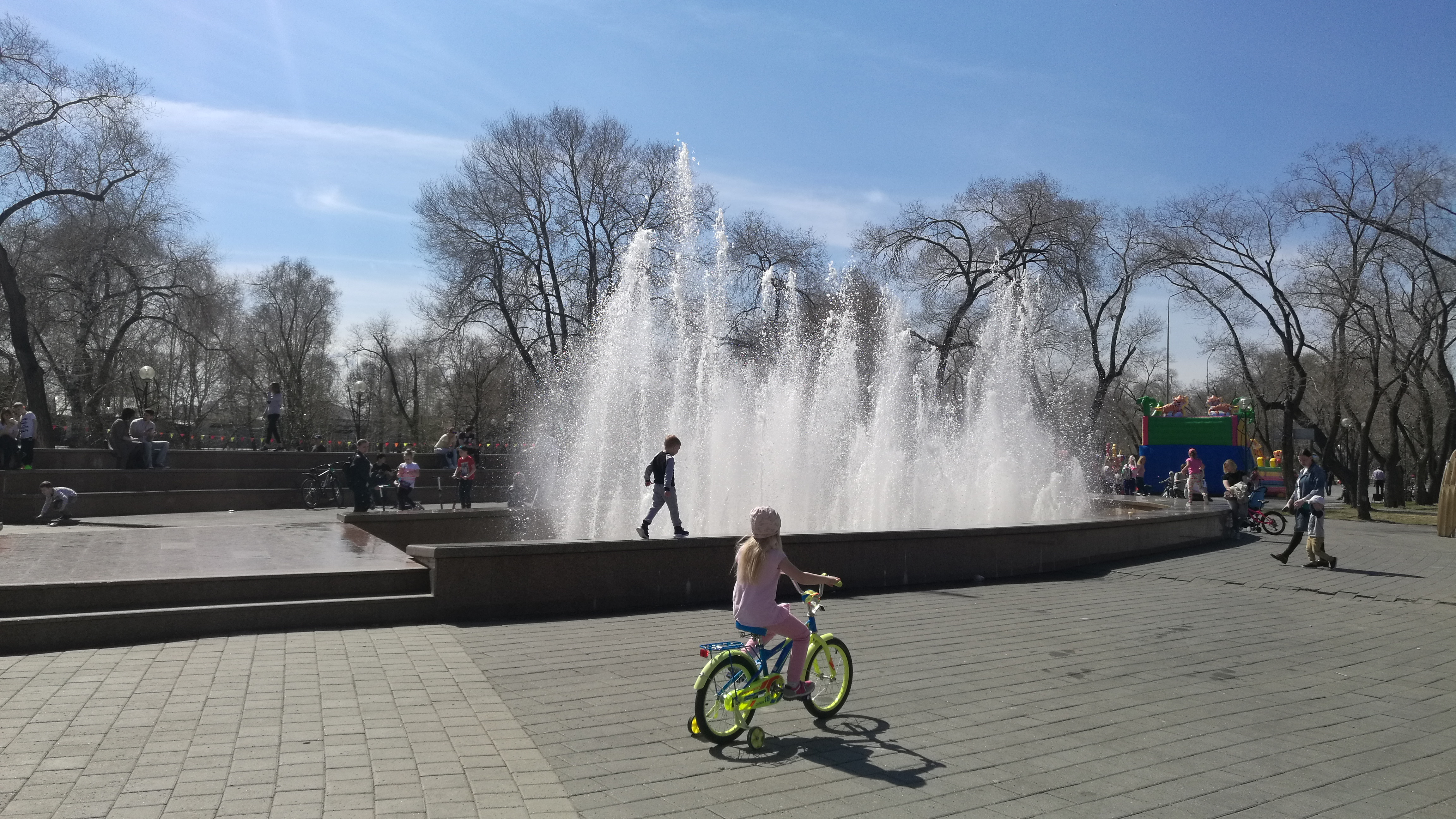
L'effet brumisateur des fontaines et jets d'eau a un impact limité alors que les plans d'eau ont un effet de rafraîchissement sur le microclimat urbain.

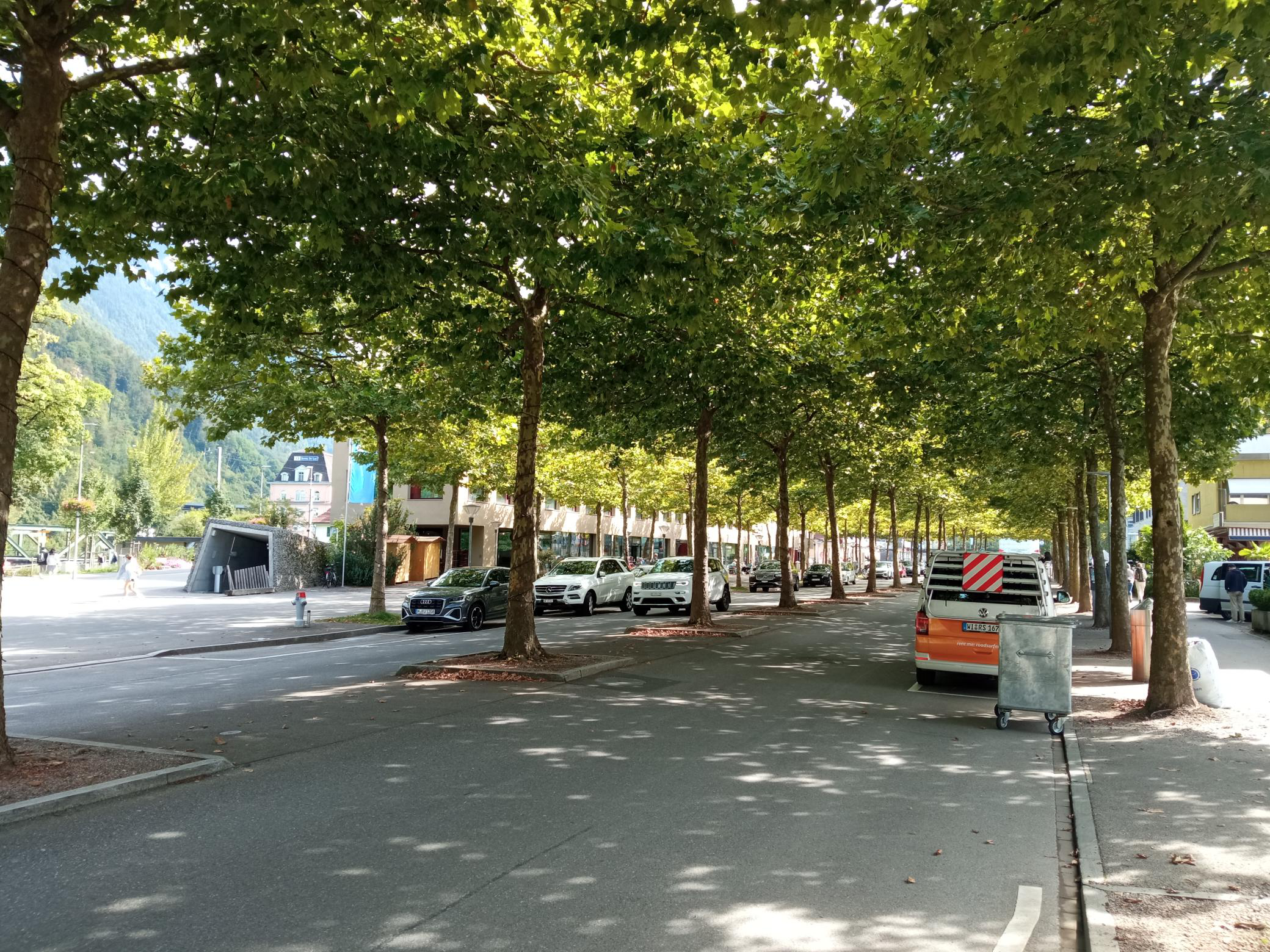
Une rue entièrement ombragée par plusieurs rangées d'arbres dans la ville d'Interlaken en Suisse.

La lutte contre les îlots de chaleur urbain (ICU) nécessite une réévaluation des politiques d'urbanisme et des stratégies de court, moyen et long terme. Elle passe notamment par la restauration d'îlot de fraîcheur, et implique notamment :
- de favoriser la climatisation passive (type puits canadien), les systèmes-tampon (ex : mur Trombe), l'architecture bioclimatique (avec les pergolas bioclimatiques par exemple) et une isolation intelligente, et limiter les climatiseurs électriques ;
- de préférer les surfaces blanches ou de couleur claire et les matériaux réfléchissants de manière à augmenter l'albédo urbain ;
- de végétaliser et de reboiser les villes et leurs abords (ex : trame verte urbaine, terrasse végétalisée[12], mur végétalisé, etc.), si possible en pleine terre (plus efficace qu'une végétation sur les toits[28]). En période de canicule, cette végétalisation permet un refroidissement en moyenne de 2 °C, avec des effets locaux autour des parcs de 5 à 6 °C[29] ;
- de mieux conserver et gérer l'eau pluviale (ville éponge, systèmes de noues ou zones humides, toitures et terrasses végétalisées[12] qui peuvent ré-évaporer cette eau, l'évaporation étant facteur de rafraîchissement) ;
- de développer des transports en commun ne favorisant pas le smog ;
- de changer les habitudes (modification des horaires de travail, siestes...) en fonction des pics de chaleur[29] ;
- de veiller à ce que des prescriptions d'aménagement garantissent une forme urbaine où la circulation de l'air est optimale, en adaptant les bonnes pratiques et règlements d'urbanisme aux conditions locales (par exemple, des systèmes de rafraîchissement passif, des systèmes de régulation thermique naturelle dans les bâtiments inspirés de la circulation de l'air dans les termitières, une rue étroite peut être un « piège à calories » si elle comprend des sources chaudes (chaudières, véhicules, usines, climatiseurs...), et au contraire une garantie de fraîcheur dans un pays très chaud où elle protège des ardeurs du soleil. En effet, le design des villes actuelles « casse la circulation de l'air » selon Anne Ruas, chercheuse à l'Ifsttar[29].

En France, l'étude EPICEA a porté sur la prospective climatique pour l'agglomération parisienne, « l’étude particulière de la situation extrême de la canicule 2003 » et les liens entre tissu urbain (géométrie, matériaux…) et climat urbain, ainsi que sur l'évaluation de l’« impact de l’urbanisme sur la météorologie ». Elle a eu recours à la simulation des panaches de chaleur et de la brise urbaine selon l'architectonique (largeur de rues, hauteur et forme des bâtiments...) et les matériaux (albédo...) pour croiser les modèles avec les données de surmortalité (de l’InVS et de l'Inserm, CépiDc[Quoi ?]), afin de proposer des « stratégies d’adaptation des zones urbaines ». Végétaliser de l'espace urbain (murs, terrasses, pergola...) et contrôler certains rejets de chaleur anthropique (par l'isolation et l'albédo ou des économies d'énergie et la maîtrise de la climatisation) sont les deux paramètres sur lesquels il est le plus facile d'agir rapidement. La géométrie urbaine est en effet relativement figée aux échelles humaines de temps, dans Paris en particulier.
Dans les années 2000, des travaux de recherche et développement envisagent des trottoirs (‘cool pavement’) ou chaussées froides, selon deux principes : soit des matériaux de couleur claire renvoient la lumière solaire (mais s'accompagnant d'éventuels problèmes d'éblouissement et de réchauffement du bâti environnement, et aggravant la production d'ozone troposphérique si le matériau renvoie aussi les UV solaires) ; soit en absorbant l'eau et en l'évaporant (l'évaporation rafraîchit l'air, mais présente l'inconvénient d'une consommation d'eau qui rend cette solution inapplicable dans les zones arides ; de plus ,l'eau de mer ou salinisée ne peut être utilisée, car des croûtes de sel colmateraient rapidement les pores du matériau.

## Mesure du réchauffement climatique
Certains auteurs ont estimé que la pertinence des données climatiques considérées comme des indices de réchauffement climatique étaient biaisées par les îlots de chaleur urbain, tout au moins si on les attribue entièrement à une cause telle que l'émission de gaz à effet de serre.
Le Groupe d'experts intergouvernemental sur l'évolution du climat (GIEC), sur la base d'une Lettre à Nature de 1990, a conclu dans son troisième rapport que leur effet ne pouvait excéder 0,05 degré Celsius au niveau mondial. Une étude de 2008 estime la part des îlots de chaleur urbain dans le réchauffement mesuré en Chine à 0,1 °C par décennie, entre 1950 et 2004, pour une hausse totale de 0,81 °C. Dans les pays déjà industrialisés, l'effet de l'urbanisation est constant depuis des décennies. Selon les trois auteurs, l'effet des îlots de chaleur urbains représente donc la majorité du réchauffement climatique mesuré jusqu'alors en Chine mais pas dans les pays industrialisés.

## Influence sur le climat et effets physiques
Le flux de chaleur sensible au-dessus d'une zone urbanisée est supérieur au flux de chaleur dans la campagne environnante. Ainsi, à Paris, le flux de chaleur sensible est supérieur de 25 à 65 W/m2 par rapport à la banlieue rurale environnante. Ainsi, il est supérieur de 20 à 60 % au flux de chaleur « normal ».
Dans les villes, la température peut être de 10 °C plus élevée que dans les zones environnantes. Cela peut aussi provoquer une augmentation significative des précipitations.

### Publications de l'Observatoire national sur les effets du réchauffement climatique
- ONERC, Villes et adaptation au changement climatique (version PDF) ; Rapport au Premier ministre et au Parlement ; Documentation française, 158 p.
- Conséquences du réchauffement climatique sur les risques liés aux événements météorologiques extrêmes. Actes du colloque du 22 au 23 juin 2003, Onerc, 2003.
- Êtes-vous prêt ? Guide pour l’adaptation à l’attention des collectivités locales, Onerc, 2004.
- Collectivités locales et changement climatique : quelles stratégies d’adaptation ? Actes du colloque du 30 septembre 2004, Onerc, 2005.
- Un climat à la dérive : comment s’adapter ? Rapport de l’Onerc au Premier ministre et au Parlement, La Documentation française, Paris, 2005.
- Réchauffement climatique : quelles conséquences pour la France ? Onerc, 2006.
- « Littoral en danger », comment les régions maritimes d’Europe s’adapteront-elles au climat à venir ? Actes du séminaire des 3 et 4 février 2006, Onerc/CRPM, 2006.
- Stratégie nationale d’adaptation au changement climatique, La Documentation française, Paris, 2007.
- Changements climatiques et risques sanitaires en France. Rapport de l’Onerc au Premier ministre et au Parlement, La Documentation française, Paris, 2007.
- Changement climatique, coût des impacts et pistes d’adaptation. Rapport de l’Onerc au Premier ministre et au Parlement, La Documentation française, Paris, 2009.

### Autres publications
- Y. Charabi, L’îlot de chaleur urbain de la métropole lilloise : mesures et spatialisation, thèse de doctorat, université de Lille, 2000, 247 p.
- M. Colombert, Contribution à l’analyse de la prise en compte du climat urbain dans les différents moyens d’intervention sur la ville, thèse de doctorat, université Paris-Est, 2008, 537 p.
- M. Giguère, Mesures de lutte aux îlots de chaleur urbains : revue de littérature, Direction des risques biologiques, environnementaux et occupationnels, Institut national de santé publique Québec, 2009.
- (en) M. Déqué, Frequency of precipitation and temperature extremes over France in an anthropogenic scenario : Model results and statistical correction according to observed values, Global and Planetary Change, 2007, vol. 57, 16-26.
- G. Escourrou, « Le climat de l’agglomération parisienne », L’Information géographique, no 50, 1986, p.96-102.
- G. Escourrou, Le climat et la ville, Nathan Université, 1991, 192 p.
- Solène Marry, Adaptation au changement climatique et projet urbain, Parenthèses / ADEME, 2020, 137 p. 23 cm.
- Pascal Vivien, 40ºC à l'ombre: faut-il craindre de vivre dans un climat plus chaud?, Synthèse AURAN (Agence d'études urbaines de l’agglomération nantaise), 2020, vol.58.
- Jean-Jacques Terrin (dir.),Villes et changement climatique. Îlots de chaleur urbains[15], éditions Parenthèses, PUCA, 2015, 288 p.
- Vergriete et Labrecque, Rôle des arbres et des plantes grimpantes en milieu urbain [PDF], rapport d'étape destiné au conseil régional de l'environnement de Montréal, 2007.
- Y. Baudouin et F. Cavayas, Étude des biotopes urbains et périurbains de la CMM. Volets 1 et 2 : Évolution des occupations du sol, du couvert végétal et des îlots de chaleur sur le territoire de la Communauté métropolitaine de Montréal (1984-2005)., rapport destiné au Conseil régional de l'environnement de Laval, 2008 (lire en ligne [PDF]).